# Juan Alberto Ayala Ramírez
Juan Alberto Ayala Ramírez (ur. 15 listopada 1973 w San Pedro de Pregonero) – wenezuelski duchowny katolicki, biskup pomocniczy San Cristóbal od 2020.

## Życiorys
1 listopada 2002 otrzymał święcenia kapłańskie i został inkardynowany do diecezji San Cristóbal. Był m.in. sekretarzem biskupim i kurialnym, wicerektorem niższego seminarium, dyrektorem wydziału ds. duszpasterstwa powołań oraz wikariuszem biskupim dla Wikariatu Espiritu Santo.
18 czerwca 2020 papież Franciszek mianował go biskupem pomocniczym diecezji San Cristóbal, ze stolicą tytularną Rusibisir. Sakry udzielił mu 12 grudnia 2020 biskup Mario Moronta.